# Pedro Vaz (político)
Pedro Manuel Amaro Martins Vaz (22 de novembro de 1979) é um deputado e político português. É deputado à Assembleia da República pelo círculo eleitoral de Lisboa na XVI legislatura pelo Partido Socialista.
Vaz é também membro do Secretariado Nacional do Partido Socialista.